# Katutura

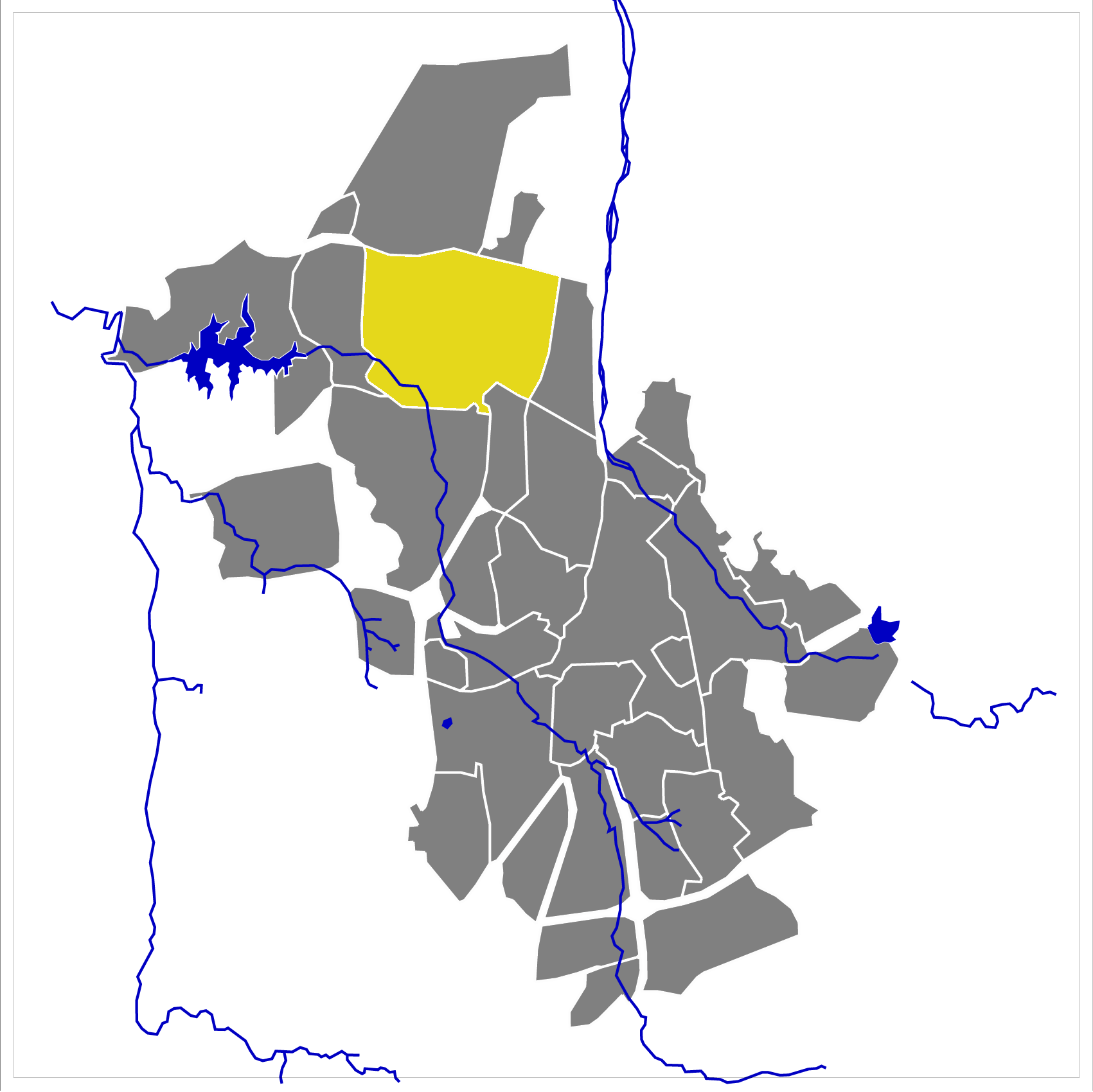
Katutura

Katutura est le principal township de la ville de Windhoek en Namibie. Il est peuplé de plus de 130 000 habitants.

## Historique

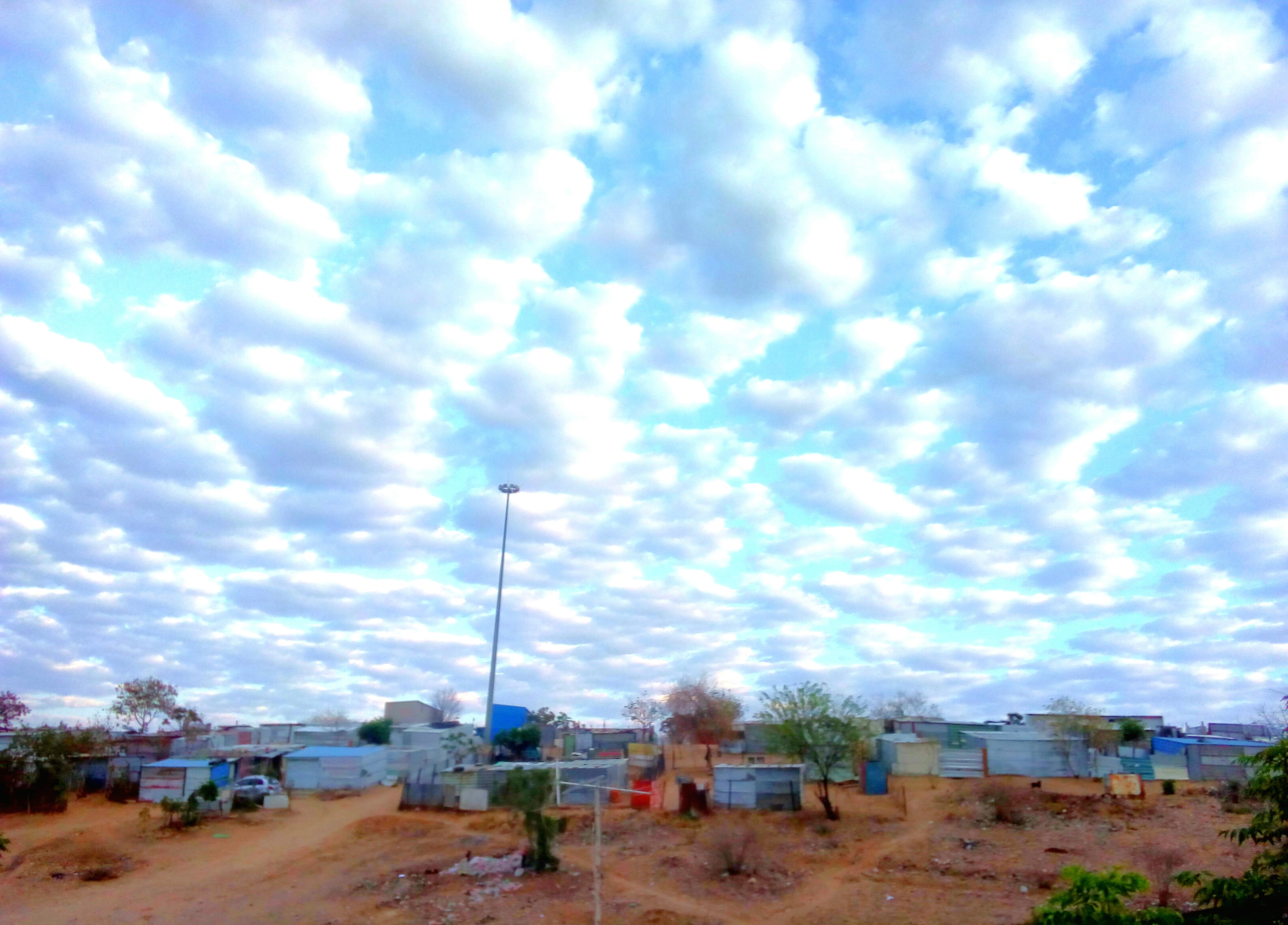
Habitat informel à Katutura.

En 1912, le conseil de ville de Windhoek, dominé par les colons allemands, avait décidé de ségréguer la ville. Les noirs étaient assignés à résidence à l'ouest dans un endroit appelé Old Location ainsi que dans un faubourg au sud-est de la cité. Les autres zones étaient déclarés « blanches ». 
En 1932, Old Location fut réorganisé par l'administration sud-africaine chargée du Sud-Ouest africain. La ségrégation sud-africaine exigeait une répartition du township en quartiers ethniques. Ainsi, en même temps que les infrastructures du township étaient construites, les habitants étaient regroupés en fonction de leur origine Ovambo, Damara, Hereros... Certains de ces groupes sous-divisèrent leurs propres quartiers en fonction des clans d'origine comme Otjikatjamuaha (le quartier du chef Tjamuaha), Otjimaruru (les gens d'Omaruru).
Tout le quartier était représenté auprès du conseil de ville par un autorité administrative de 12 membres (noirs), dont la moitié était élu par les résidents et l'autre nommé par le superintendant blanc chargé de la présidence de cette autorité. 
En 1947, la municipalité encouragea l'immigration des travailleurs saisonniers ovambos. Un quartier provisoire leur fut assigné appelé Pokkiesdraai Contract Owambo Compound. 
En 1955, le nombre de travailleurs migrants Owambo étaient de 1700 soit autant que la totalité des résidents Owambo de Old Location. 

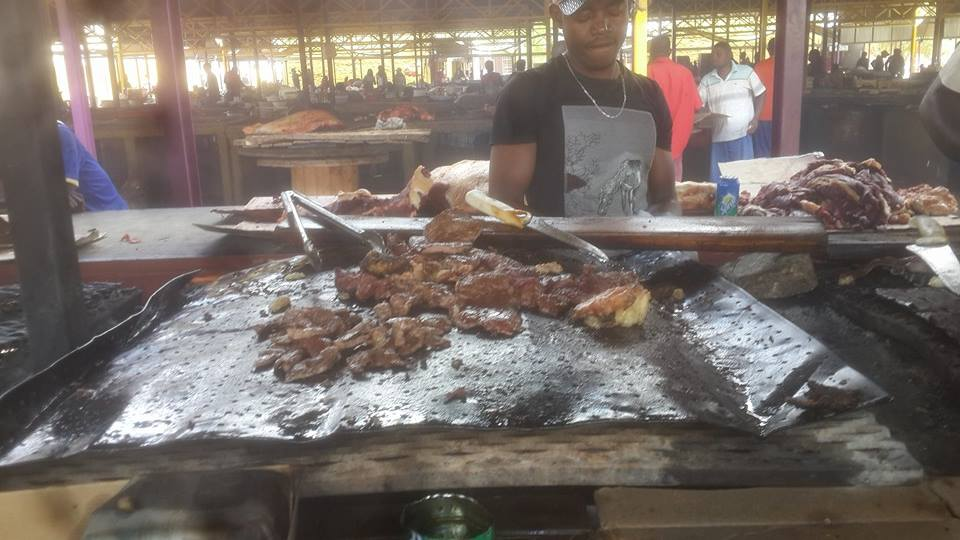
Vendeur de kapana (viande grillée) au marché de Katutura.

En application de la politique d'apartheid, l'administration du Sud-Ouest Africain décida de construire un nouveau quartier indigène pour remplacer ceux existants. La grande majorité des résidents refusèrent cependant de déménager vers le lieu de résidence qui leur était assigné à 5 kilomètres de Windhoek. 
En décembre 1959, les boycotts et les protestations dégénèrent. Le massacre de Old Location (11 personnes tués par la police, 44 blessés) marque le début de la résistance effective à l'administration sud-africaine et à l'apartheid. 
En 1961, ce fut le tour des résidents de Klein Windhoek puis en  1963 ceux de Pokkiesdraai de rejoindre le nouveau quartier. Le déménagement des habitants de Old Location fut définitivement terminé le 31 août 1968. 
Le nouveau quartier indigène était baptisé Katutura par les Héréros, signifiant le lieu où l'on ne veut pas vivre. 
Katutura ne réussira jamais à faire renaitre l'ambiance familiale et amicale qui régnait dans les rues de Old Location de laquelle les anciens résidents se souviendront toujours avec nostalgie. 
En 1968, Katutura était constitué de 4000 maisons de location réparties en cinq sections ethniques et d'un dortoir de 1000 places pour les migrants. La zone urbaine de Windhoek se composait dorénavant de 3 entités distinctes : Katutura pour les noirs, Khomasdal pour les métis, et Windhoek pour les Blancs.

## Pour en savoir plus
- Kotze C., A Social History of Windhoek, Ph.D., Pretoria: Université d'Afrique du Sud; 1990
- Pendleton C. W., Katutura A Place Where We Stay, Windhoek: 1994.
- Mossolow N., This Was Old Windhoek, Windhoek: 1965.